# Eachanhal, Lingsugur
Eachanhal là một làng thuộc tehsil Lingsugur, huyện Raichur, bang Karnataka, Ấn Độ.